# Martin Watt
| 2675 Tolkien    | 14 aprile 1982 |
| 2687 Tortali    | 18 aprile 1982 |
| 2991 Bilbo      | 21 aprile 1982 |
| 10479 Yiqunchen | 18 aprile 1982 |

Martin Watt (...) è un astronomo britannico.
Il Minor Planet Center gli accredita la scoperta di quattro asteroidi, effettuate tutte nel 1982 durante la sua permanenza all'Osservatorio Lowell a Flagstaff in Arizona.